# Akvinkum
Akvinkum (latinsko: Aquincum), rimski tabor (castra) in kasneje mesto v Spodnji Panoniji na desnem bregu Donave v sedanjem Starem Budimu (Óbuda), ki je bilo del rimskega mejnega obrambnega sistema. Bil je križišče vseh vojaških poti na donavskem limesu med Bregencijem in Murso. Imel je izredno pomemben strateški položaj, ker je stal nasproti Jazigom, ki so bili naseljeni med Donavo in Tiso. 
Na področju Akvinka je bilo prvotno naseljeno keltsko pleme Eraviskov.
V letih 41-54 n. št. je prišla v tabor močna konjeniška enota s 500 vojaki, v času cesarja Trajana (vladal 98-117) pa še II. legija Adiutrix s 6.000 vojaki. Ob taboru so postavili naselje vojnih veteranov (canabae). Hadrijan je tabor in naselje združil v municipij, ki je bil v času Septimija Severa povišan na položaj kolonije (Aelia Septimia Aquincum trib. Sergia). Akvinkum je leta 106  postal glavno mesto province Panonije Valerije in sedež njenega duksa, medtem ko je imel njegov namestnik (praeses) sedež v Sofijani. Na koncu 2. stoletja je imelo mesto 30.000-40.000 prebivalcev.
Ostanki rimskih zgradb so dolgo vzbujali pozornost arheologov. Načrtna izkopavanja so se opravila v letih 1854-1856 in se nadaljevala v letih 1879-1891. Danes je natančno poznan tloris stalnega tabora (castra stativa) in naselja veteranov, amfiteatra, zgrajenega verjetno v času Antonina Pija, in akvedukta. Pomemben je tudi mitrej z enajstimi napisi, svetišče, posvečeno Nemezi in osem dobro ohranjenih kopališč. 
Velik kompleks zgradb na bližnjem donavskem otoku Hájógyári je bil guvernerjeva palača. Ocenjuje se, da je meril 150 x 140 m (21.000 m²). Palača je stala izven vojaških in civilnih naselij in je imela razgled na ladjedelnico in vojaški tabor. V osrednjem delu južnega dela kompleksa je stal oltar, posvečen morda kakšnemu lokalnemu božanstvu, ki so ga častili pred prihodom Rimljanov in so ga kasneje poistovetili z Merkurjem.